# 최완식
최완식(崔浣植, 1955년 2월 15일~)은 대한민국의 정치인이다. 제39대 경상남도 함양군수이다. 경상남도 함양군 출신이다.

## 학력
- 안의고등학교 졸업
- 진주산업대학교 벤처경영학과 학사 졸업

## 경력
- 안의중학교 총동문회장
- 경상남도 함양군청 경제과 과장
- 경상남도 함양군청 행정과 과장
- 경상남도 함양군청 기획감사실 실장
- 경상남도 함양군청 주민생활지원실 실장
- 경상남도 함양군청 부이사관 명예퇴직
- 2011.10~2013.02 제39대 경상남도 함양군 군수

## 수상
- 우수공무원 경남도지사 표창
- 내무부장관 표창
- 농공단지조성유공 경남도지사 표창
- 도시행정발전유공 경남도지사 표창
- 농업인소득증대유공 경남도지사 표창
- 2005 녹조근정훈장

## 역대 선거 결과
| 실시년도 | 선거         | 대수 | 직책 | 선거구      | 정당     | 득표수  | 득표율          | 순위 | 당락 | 비고           |
| -------- | ------------ | ---- | ---- | ----------- | -------- | ------- | --------------- | ---- | ---- | -------------- |
| 2011년   | 10·26 재보선 | 39대 | 군수 | 경남 함양군 | 한나라당 | 8,955표 | \| \| 37.73% \| | 1위  |      | 초선, 민선 5기 |
|          | 37.73%       |      |      |             |          |         |                 |      |      |                |